# Die kleinen Honigdiebe

Einzelszene aus Die kleinen Honigdiebe

Die kleinen Honigdiebe ist ein Werk aus der Frühphase des Dichters und Zeichners Wilhelm Busch. Es erschien erstmals 1859 als Blatt Nr. 242 in der Reihe der Münchener Bilderbogen.
Protagonisten der Erzählung sind die beiden Buben Peterl und Maxerl. Sie stehlen Honig aus dem Bienenstock des Nachbarn und werden dabei so von den aufgeschreckten Bienen zerstochen, dass ihre Nasen zu absurden Ballons anschwellen. Der Imker reagiert mitleidlos und mit Häme auf ihr Wehgeschrei. Die angeschwollenen Nasen machen es den Kindern sogar unmöglich, Nahrung aufzunehmen. Erst ein Schmied hilft ihnen, indem er die Bienenstacheln mit der Zange herauszieht. Die Erzählung endet mit dem Satz:

„Und das sollen sich alle Kinder merken, denn die Bienen stechen noch alle Tage, und nicht immer ist ein so resolvierter Mann wie der Schmied bei der Hand, der von den Folgen des Naschens helfen kann.“

Die Zeichnungen Wilhelm Buschs wurden mit Holzstich in Druckvorlagen umgesetzt. Verglichen mit späteren Werken weisen die Einzelszenen noch deutlich mehr Details auf. Sie sind noch weniger stark auf Linien reduziert als spätere Geschichten wie beispielsweise Max und Moritz. Der begleitende Text hat noch nicht die Dichte, wie er für das spätere Werk charakteristisch ist.